# Casa al carrer Burriana, 9 (Maçanet de Cabrenys)
La Casa al carrer Burriana, 9 és una obra de Maçanet de Cabrenys (Alt Empordà) inclosa a l'Inventari del Patrimoni Arquitectònic de Catalunya.

## Descripció
Edifici situat a pocs metres de la plaça de la Vila, de planta rectangular, amb planta baixa i tres pisos i coberta a dues vessants tot i que amb alçats diferents. Aquest edifici ha estat rehabilitat recentment i s'ha fusionat amb l'edifici del costat. Entre ambdós edificis es veu l'arrencada de la volta que hi havia al carrer. De la construcció original es manté el paredat de pedra, amb pedres irregulars, i els carreus ben tallats a les cantonades i a les obertures, algunes de les quals amb gran llindes. A la façana que dona a la Plaça Burriana, podem veure algunes obertures que van ser tapiades en el moment de la rehabilitació, una de les quals manté l'ampit de la finestra. Al costat de la porta d'accés existeix una volta que porta a un carreró. Cal destacar que el pis superior està fet en època contemporània, motiu pel qual està arremolinat i pintat. La creació d'aquest pis va provocar la pujada de la coberta. Des de la plaça Burriana podem observar la diferència d'alçats entre les dues cobertes, que responen a la remodelació de l'edifici.